# 고성만
고성만(固城灣)은 경상남도 고성군 삼산면 두포리 군령포 남동단과 통영시 도산면 저산리 유촌마을 북서단을 연결한 선내에 있는 해역이다.